# Geologischer Atlas der Schweiz
Geologischer Atlas der Schweiz 1:25'000 (GA25, Atlas géologique de la Suisse, Atlante geologico della Svizzera) ist ein Atlas zur Tektonik und Stratigrafie der Schweiz bestehend aus Kartenblättern und dazugehörendem Kommentarband (genannt Erläuterungen).
Die Blätter basieren auf der Landeskarte der Schweiz 1:25'000 und ihrer Einteilung. Insgesamt 220 sollen die ganze Schweiz beschreiben. 2022 erschien Nr. 175. Das erste Blatt erschien 1930 und verwendete noch die Siegfriedkarte. Der Kommentarband kann mehrere Jahre auf das Blatt folgen.

## Geschichte
Die Geologische Kommission der Schweizerischen Naturforschenden Gesellschaft entschloss sich zur Herausgabe des Atlasses in den 1920er Jahren.
Die ersten Atlasblätter verwendeten die Siegfriedkarte, die je nach Gebiet im Massstab 1:25'000 oder 1:50'000 besteht, als topographische Grundlage, einzelne Blätter dann eine Vergrösserung der Landeskarte 1:50'000.
Anfang 1972 waren 60 veröffentlicht.
Seit ca. 1986 erfolgen Herausgabe und Publikation durch das Bundesamt für Landestopografie (swisstopo), zuvor durch die Geologische Kommission bei Kümmerly+Frey bzw. A. Francke, beide in Bern.
Die Produktion wurde fortschreitend digitalisiert. Die Erstellung eines Atlasblattes mit Erläuterungen nimmt durchschnittlich 600 Arbeitstage in Anspruch (2015). Terminologie und Methode der einzelnen Teile entsprechen der Zeit ihrer Publikation und können veraltet sein.
Seit 2013 werden die Blätter digital als Raster und Vektorkarten im Layer «GeoCover» publiziert, standardisiert, durch andere Quellen ergänzt und teilweise aktualisiert.
Das Projekt Harmos (ab 2011) vereinheitlichte die zu verwendende Lithostratigraphie und publizierte sie online.
Die Erläuterungen sind als PDF erhältlich. Die neueren Ausgaben der Erläuterungen umfassen jeweils neben dem Text in Deutsch, Französisch oder Italienisch auch Zusammenfassungen in den anderen Sprachen und Englisch. Einzelne erschienen auch zweisprachig. Erläuterungen zur Region Napf (Nr. 163/164/165) und Brienz-Beatenberg (Nr. 170/171) wurden in je einem Band veröffentlicht.
Zu Blatt 1067 Arlesheim (Nr. 80) wurde eine Einführung 1984 vor den Erläuterungen 1989 publiziert.
Blatt 1285 Les Diablerets (Nr. 88, 1991) und Blatt 1305 Dent de Morcles (Nr. 58, 1971) sind die 2. Auflage von Nr. 19 (1940) bzw. Nr. 10 (1937).

## Blätter
| Altasblatt | Karte | Karte                   | Karte    | Karte | Erläuterungen | Erläuterungen |                                      |
| Nr.        | Basis | Landeskarte 1:25'000    | Jahr (K) | Autoren | Jahr (E)      | Autoren | Anmerkungen                          |
| ---------- | ----- | ----------------------- | -------- | --- | ------------- | --- | ------------------------------------ |
| 1          | SK25  | 1086 Delémont           | 1930     | Walter Traugott Keller, Hans Liniger | 1930          | |                                      |
| 2          | SK25  | 1162 Les Verrières      | 1930     | Charles Muhlethaler | 1930          | Charles Muhlethaler |                                      |
| 3          | SK25  | 1087 Passwang           | 1936     | Richard E. Koch, E. Lehner, A. Waibel, Max Mühlberg | 1936          | August Buxtorf, Peter Christ; (Entwurf von) R. Elber |                                      |
| 4          | SK25  | 1094 Degersheim         | 1930     | Andreas Ludwig |               | |                                      |
| 5          | SK25  | 1222 Cossonay           | 1935     | Willy Custer, Daniel Aubert | 1935          | Willy Custer; (revisée par) Daniel Aubert |                                      |
| 6          | SK50  | 1228 Lauterbrunnen      | 1933     | (zusammengestellt von) Hans Günzler-Seiffert; (nach den geologischen Aufnahmen von) Hans Adrian, H. Althaus, Paul Beck, Léon William Collet, Edouard Paréjas, K. Goldschmid, Hans Günzler-Seiffert, P. Liechti, K. Louis, F. Müller, H. Stauffer                                                                       |               | |                                      |
| 7          | SK25  | 1112 Stäfa              | 1934     | Theodor Zingg |               | |                                      |
| 8          | SK50  | 1304 Val-d'Illiez       | 1934     | Elie Gagnebin, F. De Loys, Max Reinhard, Maurice Lugeon, Nicolas Oulianoff, W. Hotz, Edouard Poldini, F. von Kaenel | 1934          | Elie Gagnebin; (avec la collaboration de) Max Reinhard, Nicolas Oulianoff |                                      |
| 9          | SK50  | 1217 Scalettapass       | 1935     | Peter Bearth, Hermann Eugster, Wolfgang Leupold, Fritz Spaenhauer, Albert Streckeisen |               | |                                      |
| 10         | SK50  | 1305 Dent de Morcles    | 1937     | Philippe Bourquin |               | Maurice Lugeon, Émile Argand | Ersetzt durch Nr. 58                 |
| 11         | SK50  | 1314 Passo San Jorio    | 1939     | Paul Knoblauch, Max Reinhard, Ernst Kündig | 1939          | Paul Knoblauch, Max Reinhard |                                      |
| 12         | SK25  | 1300 Chancy             | 1938     | Edouard Paréjas | 1938          | Edouard Paréjas |                                      |
| 13         | SK50  | 1229 Grindelwald        | 1938     | (zusammengestellt von) Hans Günzler-Seiffert; (nach den geologischen Aufnahmen von) Léon William Collet, Hans Günzler-Seiffert, K. Louis, Fr. Müller, Edouard Paréjas, W. Scabell, Roland Wyss |               | |                                      |
| 14         | SK50  | 1198 Silvretta          | 1940     | Fritz Spaenhauer, Peter Bearth, Joos Cadisch, Eduard Wenk | 1941          | Joos Cadisch, Peter Bearth, Fritz Spaenhauer |                                      |
| 15         | SK25  | 1124 Les Bois           | 1946     | Philippe Bourquin, Hans Suter, Paul Fallot |               | |                                      |
| 16         | SK25  | 1053 Frauenfeld         | 1943     | Ernst Geiger | 1943          | Ernst Geiger |                                      |
| 17         | SK25  | 1221 Le Sentier         | 1941     | Daniel Aubert |               | |                                      |
| 18         | SK25  | 1130 Hochdorf           | 1945     | Josef Kopp |               | |                                      |
| 19         | SK    | 1285 Les Diablerets     | 1940     | Maurice Lugeon |               | | Ersetzt durch Nr. 88                 |
| 20         | SK50  | 1218 Zernez             | 1948     | Paul Beck, Rolf F. Rutsch |               | |                                      |
| 21         | SK25  | 1187 Münsingen          | 1949     | Paul Beck, Rolf F. Rutsch | 1958          | Paul Beck, Rolf F. Rutsch |                                      |
| 22         | SK25  | 1147 Burgdorf           | 1950     | Eduard Gerber |               | |                                      |
| 23         | SK25  | 1095 Gais               | 1949     | Andreas Ludwig, Friedrich Saxer, Hermann Eugster, Hugo Fröhlicher; (mit Benützung der Kartierung von) P. Meesmann |               | |                                      |
| 24         | LK50  | 1324 Barberine          | 1951     | Léon William Collet, Augustin Lombard, Nicolas Oulianoff, Edouard Paréjas, Max Reinhard | 1952          | Léon William Collet, Nicolas Oulianoff, Max Reinhard |                                      |
| 25         | SK25  | 1241 Marchairuz         | 1950     | Alfred Falconnier |               | |                                      |
| 26         | SK25  | 1186 Schwarzenburg      | 1953     | Rolf F. Rutsch, B. A. Frasson | 1967          | Rolf F. Rutsch |                                      |
| 27         | SK25  | 1223 Echallens          | 1952     | Arnold Bersier | 1953          | Arnold Bersier |                                      |
| 28         | SK25  | 1150 Luzern             | 1955     | Josef Kopp, Ludwig Bendel, August Buxtorf |               | |                                      |
| 29         | SK50  | 1348 Zermatt            | 1953     | Peter Bearth |               | |                                      |
| 30         | LK50  | 1349 Monte Moro         | 1954     | Peter Bearth |               | |                                      |
| 31         | LK50  | 1329 Saas               | 1954     | Peter Bearth | 1957          | Peter Bearth |                                      |
| 32         | LK50  | 1267 Gemmi              | 1956     | Heinz Furrer, Héli Badoux, K. Huber, H. von Tavel |               | |                                      |
| 33         | LK50  | 1365 Gd-St-Bernard      | 1958     | Nicolas Oulianoff, Rudolf Trümpy | 1958          | Nicolas Oulianoff, Rudolf Trümpy |                                      |
| 34         | LK50  | 1271 Basòdino           | 1957     | Carl Emanuel Burckhardt, Armin Günthert | 1958          | Armin Günthert |                                      |
| 35         | LK50  | 1286 St-Léonard         | 1959     | Héli Badoux, Eduard G. Haldemann, Marcel Burri, A. Vischer | 1959          | Héli Badoux, Eduard G. Haldemann, Marcel Burri |                                      |
| 36         | SK25  | 1206 Guggisberg         | 1961     | Jean Tercier, P. Bieri |               | |                                      |
| 37         | LK50  | 1284 Monthey            | 1960     | Héli Badoux, Roland Chessex, Alphonse Jeannet, Maurice Lugeon, F. Rivier |               | |                                      |
| 38         |       | 1032 Diessenhofen       | 1961     | Jakob Hübscher | 1964          | Franz Hofmann, René Hantke |                                      |
| 39         |       | 1333 Tesserete          | 1962     | Max Reinhard, Rudolf Bächlin, P. Graeter, P. Lehner, August Spicher | 1964          | Max Reinhard, Daniel Bernoulli |                                      |
| 40         |       | 1085 St-Ursanne         | 1963     | Peter Diebold, Hans Peter Laubscher, A. Schneider, R. Tschopp |               | |                                      |
| 41         | LK50  | 1266 Lenk               | 1962     | Héli Badoux, Elie Gagnebin, Augustin Lombard, Richard Bradford McConnell, M. De Raaf, H. P. Schaub, A. Vischer | 1962          | Héli Badoux, Augustin Lombard |                                      |
| 42         |       | 1202 Orbe               | 1963     | Daniel Aubert, M. Dreyfuss | 1963          | Daniel Aubert |                                      |
| 43         | LK50  | 1328 Randa              | 1964     | Peter Bearth | 1964          | Peter Bearth |                                      |
| 44         | LK50  | 1199 Scuol              | 1963     | Joos Cadisch, Hermann Eugster, Eduard Wenk, G. Torricelli, G. Burkard; (unter Mitarbeit von) U. Gasser, Peter Kellerhals, L. Kläy, H. Lüthy, K. von Salis | 1968          | Joos Cadisch, Hermann Eugster, Eduard Wenk |                                      |
| 45         |       | 1075 Rorschach          | 1964     | Friedrich Saxer | 1965          | Friedrich Saxer |                                      |
| 46         |       | 1281 Coppet             | 1964     | Adrien Jayet | 1964          | Adrien Jayet |                                      |
| 47         |       | 1264 Montreux           | 1965     | Héli Badoux | 1965          | Héli Badoux |                                      |
| 48         |       | 1301 Genève             | 1965     | Augustin Lombard, Edouard Paréjas | 1965          | Augustin Lombard |                                      |
| 49         |       | 1066 Rodersdorf         | 1965     | Hermann Fischer | 1965          | Hermann Fischer |                                      |
| 50         |       | 1090 Wohlen             | 1966     | Heinrich Jäckli | 1966          | Heinrich Jäckli |                                      |
| 51         |       | 1144 Val de Ruz         | 1968     | Philippe Bourquin, R. Buxtorf, Ernst Frei, E. Lüthi, Charles Muhlethaler, Karl Ryniker, Hans Suter | 1969          | Hans Suter, E. Lüthi |                                      |
| 52         |       | 1052 Andelfingen        | 1967     | Franz Hofmann | 1967          | Franz Hofmann |                                      |
| 53         |       | 1133 Linthebene         | 1969     | Albert Ochsner | 1975          | Albert Ochsner |                                      |
| 54         |       | 1054 Weinfelden         | 1968     | Ernst Geiger | 1968          | Ernst Geiger | Erläuterungen auf Karte              |
| 55         |       | 1065 Bonfol             | 1969     | Hans Liniger | 1970          | Hans Liniger |                                      |
| 56         |       | 1235 Andeer             | 1971     | Viktor Streiff, Heinrich Jäckli, J. Neher | 1976          | Viktor Streiff, Heinrich Jäckli, J. Neher |                                      |
| 57         |       | 1093 Hörnli             | 1970     | (aufgenommen durch den) Geologischer Dienst der Armee; Walter Nabholz, Jean-Paul Schaer, Daniel Bernoulli | 1970          | Lukas Hottinger, A. Matter, Walter Nabholz, Conrad Schindler; (mit weiteren Beiträgen von) Franz Allemann, R. Frei, R. Woodtli                                                        |                                      |
| 58         |       | 1305 Dent de Morcles    | 1971     | Héli Badoux, Marcel Burri, Jacques Henri Gabus, Daniel Krummenacher, G. Loup, P. Sublet | 1971          | Héli Badoux | 2. Auflage                           |
| 59         |       | 1047 Basel              | 1970     | Otto Wittmann, L. Hauber, Hermann Fischer, A. Rieser, P. Staehelin; (unter Mitbeteiligung des) Geologisches Landesamt Baden-Württemberg in Freiburg i. Br. | 1971          | Hermann Fischer, L. Hauber, Otto Wittmann |                                      |
| 60         |       | 1145 Bielersee          | 1971     | Ulrich Schär, Karl Ryniker, K. Schmid, Ch. Häfeli, Rolf F. Rutsch | 1971          | Ulrich Schär |                                      |
| 61         | LK50  | 1309 Simplon            | 1972     | Peter Bearth | 1973          | Peter Bearth |                                      |
| 62         |       | 1242 Morges             | 1972     | Jean-Pierre Vernet | 1973          | Jean-Pierre Vernet |                                      |
| 63         |       | 1165 Murten             | 1972     | Franz Becker, R. Ramseyer | 1973          | Franz Becker |                                      |
| 64         |       | 1265 Les Mosses         | 1974     | Augustin Lombard, A. Aeppli, E. W. K. Andrau, A. Baud, G. Boteron, C. Caron, B. Dousse, R. Dubey, G. Favre, Werner Flück, Alphonse Jeannet, H. Lazreg, F. Lonfat, Richard Bradford McConnell, Raymond Plancherel, Marc Weidmann, A. Widmer                                                                             | 1975          | Augustin Lombard; (avec la collaboration de) A. Baud, N. Steinhauser |                                      |
| 65         |       | 1074 Bischofszell       | 1973     | Franz Hofmann | 1973          | Franz Hofmann |                                      |
| 66         |       | 1313 Bellinzona         | 1974     | Rudolf Bächlin, Filippo Bianconi, A. Codoni, E. Dal Vesco, F. Knoblauch, Ernst Kündig, Max Reinhard, Fritz Spaenhauer, August Spicher, Volkmar Trommsdorff, Eduard Wenk | 1981          | August Spicher, Eduard Wenk; (mit Beiträgen von) René Hantke, A. Codoni, J. Hansen |                                      |
| 67         |       | 1164 Neuchâtel          | 1974     | Ernst Frei, Jean Meia, Franz Becker, O. Büchi, R. Buxtorf, Karl Ryniker, Hans Suter | 1976          | Jean Meia, Franz Becker |                                      |
| 68         |       | 1251 Val Bedretto       | 1975     | Stefan Hafner, Armin Günthert, Carl Emanuel Burckhardt, R. H. Steiger, J. W. Hansen, C. R. Niggli | 2005          | Toni Labhart |                                      |
| 69         |       | 1353 Lugano             | 1976     | Daniel Bernoulli, M. Govi, P. Graeter, P. Lehner, Max Reinhard, August Spicher |               | |                                      |
| 70         |       | 1296 Sciora             | 1977     | Hans-Rudolf Wenk, S. B. Cornelius; (mit Berücksichtigung der Unterlagen von) T. Gyr, P. Moticska | 1992          | Hans-Rudolf Wenk |                                      |
| 71         |       | 1308 St. Niklaus        | 1978     | Peter Bearth | 1980          | Peter Bearth |                                      |
| 72         |       | 1127 Solothurn          | 1977     | Hugo Ledermann | 1978          | Hugo Ledermann |                                      |
| 73         |       | 1272 Pizzo Campo Tencia | 1980     | Franz Keller, Eduard Wenk, Filippo Bianconi, P. Hasler |               | |                                      |
| 74         |       | 1031 Neunkirch          | 1981     | Franz Hofmann | 1981          | Franz Hofmann |                                      |
| 75         |       | 1188 Eggiwil            | 1980     | Eduard G. Haldemann, Heinrich A. Haus, Arnold Holliger, Werner Liechti, Rolf F. Rutsch, Gianni della Valle | 2012          | Hans Andreas Jordi |                                      |
| 76         |       | 1146 Lyss               | 1981     | Peter Kellerhals, Benedikt Tröhler | 2012          | |                                      |
| 77         |       | 1325 Sembrancher        | 1983     | Marcel Burri, Laurent Jemelin, Nicolas Oulianoff, S. Ayrton, P. Blanc, K. Grasmück, Daniel Krummenacher, Jürgen F. von Raumer, P. Stalder, Rudolf Trümpy, B. Wutzler | 1983          | Marcel Burri, Laurent Jemelin; (avec la contribution de) B. Wutzler |                                      |
| 78         |       | 1115 Säntis             | 1982     | Hermann Eugster, M. Forrer, Hugo Fröhlicher, Theo Kempf, L. Schlatter, R. Blaser, Hanspeter Funk, H. Langenegger, M. Spoerri, Konrad Habicht | 2000          | Hanspeter Funk, Konrad Habicht, René Hantke, O. Adrian Pfiffner; (mit Beiträgen von) M. Kobel                                                                                         |                                      |
| 79         |       | 1128 Langenthal         | 1984     | Martin Eduard Gerber, Johannes Wanner | 1984          | Martin Eduard Gerber, Johannes Wanner |                                      |
| 80         |       | 1067 Arlesheim          | 1984     | Peter Bitterli-Brunner, Hermann Fischer, P. Herzog | 1989          | Peter Bitterli-Brunner, Hermann Fischer |                                      |
| 81         |       | 1237 Albulapass         | 1987     | Peter Bearth, Hans Heierli, Franz Roesli | 2015          | Heinz Furrer, Nikolaus Froitzheim, Max Maisch, Hans Heierli |                                      |
| 82         |       | 1268 Lötschental        | 1985     | Theodor Hügi, Hugo Ledermann, Ernst Schläppi, Léon William Collet, M. Frey, Edouard Paréjas | 1988          | Theodor Hügi, Hugo Ledermann, Ernst Schläppi |                                      |
| 83         |       | 1192 Schächental        | 1987     | Werner Brückner, P. Zbinden | 2011          | René Hantke, Werner Brückner; (mit Beiträgen von) R. Oberhänsli, F. Schenker, Peter Haldimann, G. Schreurs                                                                            |                                      |
| 84         |       | 1129 Sursee             | 1990     | Martin Eduard Gerber, J. Kopp | 1994          | Martin Eduard Gerber |                                      |
| 85         |       | 1243 Lausanne           | 1988     | Marc Weidmann | 1988          | Marc Weidmann |                                      |
| 86         |       | 1073 Wil                | 1988     | Franz Hofmann | 1993          | Franz Hofmann; (mit einem Beitrag von) E. Krayss |                                      |
| 87         |       | 1247 Adelboden          | 1993     | Heinz Furrer, K. Huber, Hans Adrian, A. Baud, Werner Flück, C. Preiswerk, P. Schuler, P. Zwahlen; (mit Berücksichtigung der Unterlagen und Kartierungen von) A. Ackermann, P. Arnold, Bernard Ferrazzini, E. Genge Jun                                                                                                 |               | | Erläuterungen in Vorbereitung (2023) |
| 88         |       | 1285 Les Diablerets     | 1990     | Héli Badoux, Jacques Henri Gabus, C. H. Mercanton | 1991          | Héli Badoux, Jacques Henri Gabus | 2. Auflage                           |
| 89         |       | 1131 Zug                | 1990     | Robert Ottiger, Matthias Freimoser, Heinrich Jäckli, J. Kopp, E. Müller |               | |                                      |
| 90         |       | 1091 Zürich             | 1992     | Nazario Pavoni, Heinrich Jäckli, Conrad Schindler | 2015          | Nazario Pavoni, Conrad Schindler, Matthias Freimoser, Peter Haldimann, Dominik Letsch                                                                                                 |                                      |
| 91         |       | 1345 Orsières           | 1992     | Marcel Burri, P. Fricker, K. Grasmück, C. Marro, Nicolas Oulianoff | 1993          | Marcel Burri, C. Marro; (avec la contribution de) F. Bussy |                                      |
| 92         |       | 1244 Châtel-St-Denis    | 1993     | Marc Weidmann, P. Homewood, R. Morel, J.-D. Berchten, H. Bucher, Marcel Burri, J.-D. Cornioley, P. Escher, P. Rück, A. Tabotta, P. Zahner | 1993          | Marc Weidmann |                                      |
| 93         |       | 1289 Brig               | 1993     | Marcel Burri, E. Frank, P. Jeanbourquin, Toni Labhart, M. Liszkay, Albert Streckeisen | 1994          | Marcel Burri, Laurent Jemelin, P. Jeanbourquin |                                      |
| 94         |       | 1203 Yverdon-les-Bains  | 1994     | Hans Andreas Jordi | 1995          | Hans Andreas Jordi |                                      |
| 95         |       | 1182 Ste-Croix          | 1995     | Danilo Rigassi, M. Jaccard | 2011          | Danilo Rigassi; (avec contributions de) Marc Weidmann |                                      |
| 96         |       | 1106 Moutier            | 1996     | Urs Pfirter, Max Antenen, W. Heckendorn, R. M. Burkhalter, B. Gürler, D. Krebs | 1997          | Urs Pfirter |                                      |
| 97         |       | 1011 Beggingen          | 1997     | Franz Hofmann | 2000          | Franz Hofmann, R. Schlatter, M. Weh |                                      |
| 98         |       | 1185 Fribourg           | 1996     | Chantal Python | 1998          | Chantal Python, Jean-Pierre Berger, Raymond Plancherel; (avec contributions de) Denis Weidmann, Isabelle Richoz                                                                       |                                      |
| 99         |       | 1204 Romont             | 1995     | Marc Weidmann, A. Briel, H. Inglin | 1996          | Marc Weidmann |                                      |
| 100        |       | 1166 Bern               | 2000     | Peter Kellerhals, Ch. Haefeli (Geologiebüro), Dieter Staeger | 2005          | Alfred Isler |                                      |
| 101        |       | 1346 Chanrion           | 1998     | Marcel Burri, Michel Allimann, Roland Chessex, Giorgio V. Dal Piaz, Gianni della Valle, L. Du Bois, Yves Gouffon, A. Guermani, Toni Hagen, Daniel Krummenacher, M.-O. Looser | 1999          | Marcel Burri, Giorgio V. Dal Piaz, Gianni della Valle, Yves Gouffon, A. Guermani |                                      |
| 102        |       | 1050 Bad Zurzach        | 2000     | Federico Matousek, Michael Wanner, A. Baumann, Hans Rudolf Graf, R. Nüesch, Thomas Bitterli | 2000          | Thomas Bitterli, Hans Rudolf Graf, Federico Matousek, Michael Wanner |                                      |
| 103        |       | 1224 Moudon             | 2000     | Jacques Henri Gabus, J. C. Boegli, L. Mornod, A. Parriaux | 2000          | Jacques Henri Gabus |                                      |
| 104        |       | 1167 Worb               | 1999     | Peter Kellerhals, Ch. Haefeli (Geologiebüro), Rolf F. Rutsch | 2001          | Ueli Gruner; (mit Beiträgen von) Reto Burkhalter |                                      |
| 105        |       | 1205 Rossens            | 2002     | Marc Weidmann, J. P. Dorthe, C. Emmenegger | 2005          | Marc Weidmann; (avec contributions de) J. van Stuijjvenberg |                                      |
| 106        |       | 1134 Walensee           | 2003     | René Herb, Sibylle Franks-Dollfus | 2020          | Hanspeter Funk, O. Adrian Pfiffner, Pius Bissig, Oliver Kempf |                                      |
| 107        |       | 1347 Matterhorn         | 2003     | Kurt Bucher, Giorgio V. Dal Piaz, Roland Oberhänsli, Yves Gouffon, Giorgio Martinotti, Riccardo Polino | 2004          | Kurt Bucher, Giorgio V. Dal Piaz, Roland Oberhänsli, Yves Gouffon, Giorgio Martinotti, Riccardo Polino                                                                                |                                      |
| 108        |       | 1076 St. Margrethen     | 2003     | René Hantke | 2004          | René Hantke |                                      |
| 109        |       | 1126 Büren a. A.        | 2004     | Max Antenen, Peter Kellerhals, Benedikt Tröhler; (mit Beiträgen von) René Schürch | 2013          | Ueli Gruner, Jürg Aufranc, Max Antenen, René Schürch |                                      |
| 110        |       | 1069 Frick              | 2005     | Peter Diebold, Peter Bitterli-Brunner, Heinrich Naef | 2006          | Peter Diebold, Peter Bitterli-Brunner, Heinrich Naef |                                      |
| 111        |       | 1287 Sierre             | 2008     | Jacques Henri Gabus, Marc Weidmann, Pierre-Charles Bugnon, Marcel Burri, Mario Sartori, Michel Marthaler | 2008          | Jacques Henri Gabus, Marc Weidmann, Mario Sartori, Marcel Burri |                                      |
| 112        |       | 1033 Steckborn          | 2008     | Alfred Zaugg, Matthias Geyer | 2008          | Alfred Zaugg, Matthias Geyer, Meinert Rahn, Martin Wessels, Helmut Schlichtherle, Albin Hasenfratz, Reto Burkhalter                                                                   |                                      |
| 113        |       | 1108 Murgenthal         | 2003     | Hans Andreas Jordi, Thomas Bitterli, Martin Eduard Gerber | 2011          | Thomas Bitterli, Hans Andreas Jordi, Martin Eduard Gerber, Christian Gnägi, Hans Rudolf Graf                                                                                          |                                      |
| 114        |       | 1183 Grandson           | 2006     | Danilo Rigassi, Hans Andreas Jordi, Robert Arn |               | |                                      |
| 115        |       | 1225 Gruyères           | 2004     | Jean-Bruno Pasquier | 2005          | Jean-Bruno Pasquier; (avec la contribution de) Raymond Plancherel |                                      |
| 116        |       | 1151 Rigi               | 2006     | René Hantke; (mit Beiträgen von) D. Bollinger; (unter Berücksichtigung älterer Unterlagen von) Josef Kopp | 2006          | René Hantke |                                      |
| 117        |       | 1261 Nyon               | 2004     | Robert Arn, Marc André Conrad, Marc Weidmann | 2005          | Robert Arn, Marc André Conrad, Michel Meyer, Marc Weidmann |                                      |
| 118        |       | 1257 St. Moritz         | 2005     | Tjerk Peters | 2005          | Tjerk Peters |                                      |
| 119        |       | 1277 Piz Bernina        | 2005     | Benno Schwizer, Volkmar Trommsdorff | 2007          | Benno Schwizer, Volkmar Trommsdorff |                                      |
| 120        |       | 1070 Baden              | 2006     | Hans Rudolf Graf, Stefan M. Schmid, Hans Burger, Thomas Bitterli, Peter Diebold, Heinrich Naef; (mit Beiträgen von) René Schürch | 2007          | Stefan M. Schmid, Hans Rudolf Graf, Heinrich Naef, Peter Diebold, Federico Matousek, Hans Burger, T. Pauli-Gabi                                                                       |                                      |
| 121        |       | 1234 Vals               | 2007     | Andreas Arnold, A. Fehr, Walter Jung, J. Kopp, C. Kupferschmid, W. Leu, M. Liszkay, Walter Nabholz, Leendert van der Plas, P. Probst, Roland Wyss | 2007          | Roland Wyss, Alfred Isler |                                      |
| 122        |       | 1307 Vissoie            | 2008     | Michel Marthaler, Mario Sartori, A. Escher | 2008          | Michel Marthaler, Mario Sartori, A. Escher, Nicolas Meisser |                                      |
| 123        |       | 1184 Payerne            | 2006     | Marc Weidmann | 2006          | Marc Weidmann |                                      |
| 124        |       | 1256 Bivio              | 2007     | Tjerk Peters, V. J. Dietrich, W. H. Ziegler, P. Nievergelt, C. Pauli | 2008          | Tjerk Peters, V. J. Dietrich |                                      |
| 125        |       | 1055 Romanshorn         | 2007     | Alfred Zaugg | 2008          | Alfred Zaugg, A. Blass, Martin Wessels |                                      |
| 126        |       | 1232 Oberalppass        | 2008     | Ernst Ambühl, H. M. Huber, Ernst Niggli, Walter Huber, Marianne Niggli, Werner Flück | 2008          | Ernst Niggli, Marianne Niggli, Volker Lützenkirchen |                                      |
| 127        |       | 1172 Muotathal          | 2013     | René Hantke | 2013          | René Hantke, O. Adrian Pfiffner, Yves Gouffon |                                      |
| 128        |       | 1092 Uster              | 2007     | Georg Wyssling | 2008          | Georg Wyssling; (mit Beiträgen von) Thomas Gubler, P. Nagy |                                      |
| 129        |       | 1132 Einsiedeln         | 2009     | René Hantke, Georg Wyssling, D. Bollinger | 2009          | René Hantke, Georg Wyssling, Sigurd Schlanke; (mit einem Beitrag von) Ursula Menkveld-Gfeller                                                                                         |                                      |
| 130        |       | 1306 Sion               | 2011     | Mario Sartori, Marcel Burri, Jean-Luc Epard, Henri Masson, Jean-Bruno Pasquier | 2011          | Mario Sartori, Jean-Luc Epard |                                      |
| 131        |       | 1269 Aletschgletscher   | 2011     | Albrecht Steck | 2011          | Albrecht Steck |                                      |
| 132        |       | 1214 Ilanz              | 2010     | Roland Wyss, U. Etter, A. Fehr, Walter Nabholz, T. Staub, H.-J. Ziegler | 2011          | Roland Wyss, Alfred Isler; (mit einem Beitrag von) Michael Wiederkehr |                                      |
| 133        |       | 1231 Urseren            | 2012     | Toni Labhart | 2012          | Toni Labhart, Felix Renner |                                      |
| 134        |       | 1111 Albis              | 2009     | Thomas Gubler | 2009          | Thomas Gubler; (mit einem Beitrag von) P. Nagy |                                      |
| 135        |       | 1089 Aarau              | 2011     | Peter Diebold, Mark Eberhard, Hans Rudolf Graf, Peter Jordan, Jürg Jost, René Schürch | 2011          | Peter Jordan, Hans Rudolf Graf, Mark Eberhard, Jürg Jost, Daniel Kälin, Stefan M. Schmid                                                                                              |                                      |
| 136        |       | 1233 Greina             | 2013     | Adrian Baumer, Willy Egli, Johann Dietrich Frey, Walter Jung, Astrid Riemann, Albert Uhr, Stefan Vögeli, Michael Wiederkehr | 2013          | Stefan Vögeli, Federico Galster, Michael Wiederkehr |                                      |
| 137        |       | 1170 Alpnach            | 2013     | Hanspeter Funk, August Buxtorf, Peter Christ, Dominique Egli, David Estoppey, Christa Gebel, Max E. Geiger, André Graf, Alfred Gübeli, Werner Klemenz, Karl Ramseyer, Franz Roesli, Hans Schaub, Conrad Schindler, Viktor Steinhauser, Michael Wanner                                                                  | 2013          | Hanspeter Funk, O. Adrian Pfiffner, Ursula Menkveld-Gfeller, Oliver Kempf |                                      |
| 138        |       | 1252 Ambrì-Piotta       | 2014     | Filippo Bianconi, F. A. Beffa, R. H. Steiger, Armin Günthert, P. Hasler, Adrian Baumer, C. Walter Huber | 2015          | Filippo Bianconi, S. Strasky |                                      |
| 139        |       | 1107 Balsthal           | 2015     | Hans Peter Laubscher, Hugo Ledermann, John R. Ford, Hans-Rudolf Bläsi, Christian Gnägi, Daniel Kälin | 2015          | Hans-Rudolf Bläsi, Reinhart Gygi, Christian Gnägi, Hans Rudolf Graf, Peter Jordan, Hans Peter Laubscher, Hugo Ledermann, Thilo Herold, Sigurd Schlanke, Reto Burkhalter, Daniel Kälin |                                      |
| 140        |       | 1072 Winterthur         | 2011     | Roger Rey, Andreas Wildberger, Stephan Frank, Matthias Freimoser | 2011          | Andreas Wildberger, Roger Rey, Stephan Frank, Matthias Freimoser |                                      |
| 141        |       | 1114 Nesslau            | 2011     | Alfred Zaugg, René Löpfe, Monika Kriemler, Theo Kempf | 2011          | Alfred Zaugg, René Löpfe |                                      |
| 142        |       | 1113 Ricken             | 2012     | René Löpfe, Alfred Zaugg, A. Blass, Monika Kriemler | 2012          | René Löpfe, Alfred Zaugg, Sigurd Schlanke; (mit einem Beitrag von) R. Steinhauser-Zimmermann                                                                                          |                                      |
| 143        |       | 1226 Boltigen           | 2015     | Luc Braillard | 2015          | Luc Braillard |                                      |
| 144        |       | 1245 Château-d'Oex      | 2012     | Raymond Plancherel, Stephanie Dall'Agnolo, Chantal Python | 2020          | Raymond Plancherel, Luc Braillard, Stephanie Dall'Agnolo |                                      |
| 145        |       | 1291 Bosco/Gurin        | 2015     | Franco Della Torre, Luca Maggini, L. Bonzanigo, Johannes Christoph Hunziker, G. Joss | 2015          | Franco Della Torre, Luca Maggini |                                      |
| 146        |       | 1211 Meiental           | 2015     | Toni Labhart, Benno Schwizer, Christian Gisler, Felix Renner | 2015          | Toni Labhart, Christian Gisler, Felix Renner, Benno Schwizer, U. Schaltegger |                                      |
| 147        |       | 1105 Bellelay           | 2016     | Jürg Aufranc, Hans Peter Laubscher, M. Suter, Reto Burkhalter | 2016          | Jürg Aufranc, Peter Jordan, A. Piquerez, Daniel Kälin, Reto Burkhalter |                                      |
| 148        |       | 1169 Schüpfheim         | 2016     | Fritz Schlunegger, Oliver Anspach, Bruno Bieri, Philipp Böning, Yvonne Kaufmann, Kathrin Lahl, Martin Lonschinski, Hans Mollet, Dirk Sachse, Chris Schubert, Gregor Stöckli, Ina Zander | 2016          | Fritz Schlunegger, Jürg Jost, Andreas Grünig, Martin Trüssel |                                      |
| 149        |       | 1135 Buchs              | 2016     | Tobias Ibele, Pius Bissig, Franz Allemann | 2016          | Tobias Ibele, Pius Bissig, R. Bernasconi, Heinrich Naef |                                      |
| 150        |       | 1109 Schöftland         | 2012     | Hans Rudolf Graf, Jürg Jost, Mark Eberhard, Henri Kruysse, D. Reber, H. Willenberg | 2012          | Hans Rudolf Graf, Jürg Jost, Mark Eberhard, Henri Kruysse, Oliver Kempf |                                      |
| 151        |       | 1071 Bülach             | 2017     | Peter Haldimann, Hans Rudolf Graf, Jürg Jost | 2017          | Peter Haldimann, Hans Rudolf Graf, Jürg Jost |                                      |
| 152        |       | 1373 Mendrisio          | 2018     | Daniel Bernoulli, Christian Ambrosi, Cristian Scapozza, Claudio Castelletti, Felix Wiedenmayer | 2018          | Daniel Bernoulli, Christian Ambrosi, Cristian Scapozza, Rudolf Stockar, Filippo Luca Schenker, Laura Gaggero, Marco Antognini, Simona Bronzini                                        |                                      |
| 153        |       | 1288 Raron              | 2017     | Michel Marthaler, Mario Sartori, Eloi Dolivo, Pierre-Charles Bugnon | 2017          | Mario Sartori, Michel Marthaler, Yves Gouffon, Nicolas Meisser |                                      |
| 154        |       | 1215 Thusis             | 2017     | Roland Wyss, Heinrich Jäckli, S. Burla, Viktor Streiff | 2017          | Roland Wyss, Michael Wiederkehr |                                      |
| 155        |       | 1125 Chasseral          | 2017     | Jürg Aufranc, Reto Burkhalter | 2017          | Jürg Aufranc, Peter Jordan, A. Piquerez, Beda Hofmann, B. Andres, Reto Burkhalter |                                      |
| 156        |       | 1197 Davos              | 2018     | Benno Schwizer, Alexandra Signer, Franz Allemann, Peter von Berlepsch-Valendas, Joël Brugger, Joos Cadisch, Boris Cuanoud, Friedrich Frei, Rudolf Gees, Matthias Giger, Rudolf Krähenbühl, Henri Kruysse, Wolfgang Leupold, Tjerk Peters, O. Adrian Pfiffner, Albert Streckeisen, Hans-Peter Weber, Helmut J. Weissert | 2018          | Alexandra Signer, M. Maggetti, Franz Keller, W. Winkler, Helmut J. Weissert, O. Adrian Pfiffner                                                                                       |                                      |
| 157        |       | 1155 Sargans            | 2018     | René Löpfe, Tobias Ibele, S. Wohlwend, A. Lüthold, R. Broggi, Franz Allemann | 2018          | René Löpfe, Tobias Ibele, S. Wohlwend, R. Broggi, P. Zwahlen |                                      |
| 158        |       | 1088 Hauenstein         | 2018     | Hans-Rudolf Bläsi, Peter Jordan, Hans Peter Laubscher, D. Reber, Reto Burkhalter | 2018          | Hans-Rudolf Bläsi, Peter Jordan, Daniel Kälin, Christian Gnägi, Hans Burger, Simone Kiefer, F. Tortoli, Reto Burkhalter                                                               |                                      |
| 159        |       | 1312 Locarno            | 2018     | Hans-Rudolf Pfeifer, Huldrych Kobe, R. Forster, P. Knup, Rudolf Bächlin, T. Marchon, Diego Pozzorini, I. Sartori, Stefan M. Schmid, P. Walter, Albrecht Steck, J.-C. Tièche | 2018          | Hans-Rudolf Pfeifer, Huldrych Kobe, Alberto Colombi, Albrecht Steck, Diego Pozzorini, Yves Gouffon                                                                                    |                                      |
| 160        |       | 1212 Amsteg             | 2018     | Christian Gisler, Walter Huber, Ernst Niggli, Hans Peter Eugster, Edwin Gnos, Dagmar Riesen, Beat Frei | 2018          | Christian Gisler |                                      |
| 161        |       | 1068 Sissach            | 2019     | Urs Pfirter, Peter Jordan, Hans Rudolf Graf, Johannes Pietsch, Martin Huber | 2019          | Urs Pfirter, Peter Jordan, Hans Rudolf Graf, Hans Burger, Johannes Pietsch, Martin Huber, Simone Kiefer, Cédric Grezet, Christian Maise, Reto Burkhalter                              |                                      |
| 162        |       | 1163 Travers            | 2013     | François Pasquier, Martin Burkhard | 2013          | François Pasquier, Martin Burkhard, Pierre-Olivier Mojon, Stéphane Gogniat |                                      |
| 163        |       | 1148 Sumiswald          | 2019     | Jürg Wanner, Christian Gisler, Jürg Jost, Fabian Christener, Thomas Ninck | 2019          | Christian Schlüchter, Alfred Isler, Jürg Jost, Christian Gisler, Jürg Wanner, Reto Murer, Stefan Strasky, Andreas Grünig, Beda Hofmann                                                | Erläuterungen für 163/164/165        |
| 164        |       | 1149 Wolhusen           | 2019     | Alfred Isler, Reto Murer | 2019          | idem | Erläuterungen für 163/164/165        |
| 165        |       | 1168 Langnau i. E.      | 2019     | Gianni della Valle | 2019          | idem | Erläuterungen für 163/164/165        |
| 166        |       | 1173 Linthal            | 2019     | René Hantke, Conrad Schindler, F. Frey, H. Schielly, Andreas Baumeler, Rafael Caduff | 2019          | René Hantke, S. Schmid, R. Hänni, Andreas Baumeler, Stephan Frank |                                      |
| 167        |       | 1210 Innertkirchen      | 2020     | Dieter Staeger, Toni Labhart, Gianni della Valle, Benedikt Tröhler, H. Schwarz, Christian Gisler, B. Rathmayr, Michael Wiederkehr | 2020          | Christian Gisler, Toni Labhart, Benno Schwizer, M. Herwegh, Gianni della Valle, Martin Trüssel, Michael Wiederkehr                                                                    |                                      |
| 168        |       | 1110 Hitzkirch          | 2020     | Thomas Gubler | 2020          | Thomas Gubler |                                      |
| 169        |       | 1327 Evolène            | 2020     | Michel Marthaler, Matthieu Girard, Yves Gouffon | 2020          | Michel Marthaler, Matthieu Girard, Nicolas Meisser, Yves Gouffon, Jean Savary |                                      |
| 170        |       | 1209 Brienz             | 2022     | Benno Schwizer, Philipp Häuselmann, Andrés Pilloud, Bernard Ferrazzini, Monika Jost-Stauffer | 2022          | S. Strasky, Fritz Schlunegger, R. Hänni, Philipp Häuselmann, Alex Mojon, Benno Schwizer                                                                                               | Erläuterungen für 170/171            |
| 171        |       | 1208 Beatenberg         | 2022     | Philipp Häuselmann, Alfred Breitschmid, Fritz Schlunegger, Thomas Ninch, Frank Scherer, Rudolf Reber, Pierre-Yves Jeannin, Alex Mojon, Bruno Gäumann, Carlo Colombi, Heidi Janssen, Birgitta A. Kappes-Taubmann, Thomas Bitterli                                                                                       | 2022          | idem | Erläuterungen für 170/171            |
| 172        |       | 1143 Le Locle           | 2020     | Urs Eichenberger, Jürg Aufranc, Lara Pietra, Antoine Pictet, Stéphane Gogniat | 2020          | Urs Eichenberger, Pierre-Olivier Mojon, Stéphane Gogniat, Antoine Pictet, D. Blant, D. Locatelli, V. Metral, A. Morard                                                                |                                      |
| 173        |       | 1174 Elm                | 2021     | Bas den Brok, Rafael Caduff, H. Schielly, S.-D. Nio, Yves Kunz | 2021          | Bas den Brok, Rafael Caduff, Oliver Kempf |                                      |
| 174        |       | 1230 Guttannen          | 2022     | Jürgen Abrecht, F. Schenker, Rafael Caduff, E. Büchi, F. Müller, Roland Wyss | 2022          | Jürgen Abrecht |                                      |
| 175        |       | 1152 Ibergeregg         | 2022     | René Hantke, Rudolf Trümpy, Andreas Baumeler, D. Bollinger, Paul Felber, Dominik Letsch, Andreas Grünig | 2022          | René Hantke, Dominik Letsch, Paul Felber, Andreas Baumeler, Roger Heinz, Jörg Uttinger, Andreas Grünig                                                                                |                                      |

## Publikation
1. ↑  
Bundesamt für Landestopografie swisstopo, früher: Geologische Kommission der Schweizerischen Naturforschenden Gesellschaft (Hrsg.): Geologischer Atlas der Schweiz 1:25'000 (GA25). Bundesamt für Landestopografie swisstopo, früher: Kümmerly & Frey, ISSN 1420-2905 (deutsch, französisch, italienisch, englisch, admin.ch, Digitalisat, Vektorformat).
2. ↑  
Bundesamt für Landestopografie swisstopo, früher: Geologische Kommission der Schweizerischen Naturforschenden Gesellschaft (Hrsg.): Erläuterungen zum Geologischen Atlas der Schweiz. ISSN 1420-2913 (deutsch, französisch, italienisch, englisch, rätoromanisch, admin.ch).